# Wasserturm (Dallgow-Döberitz)

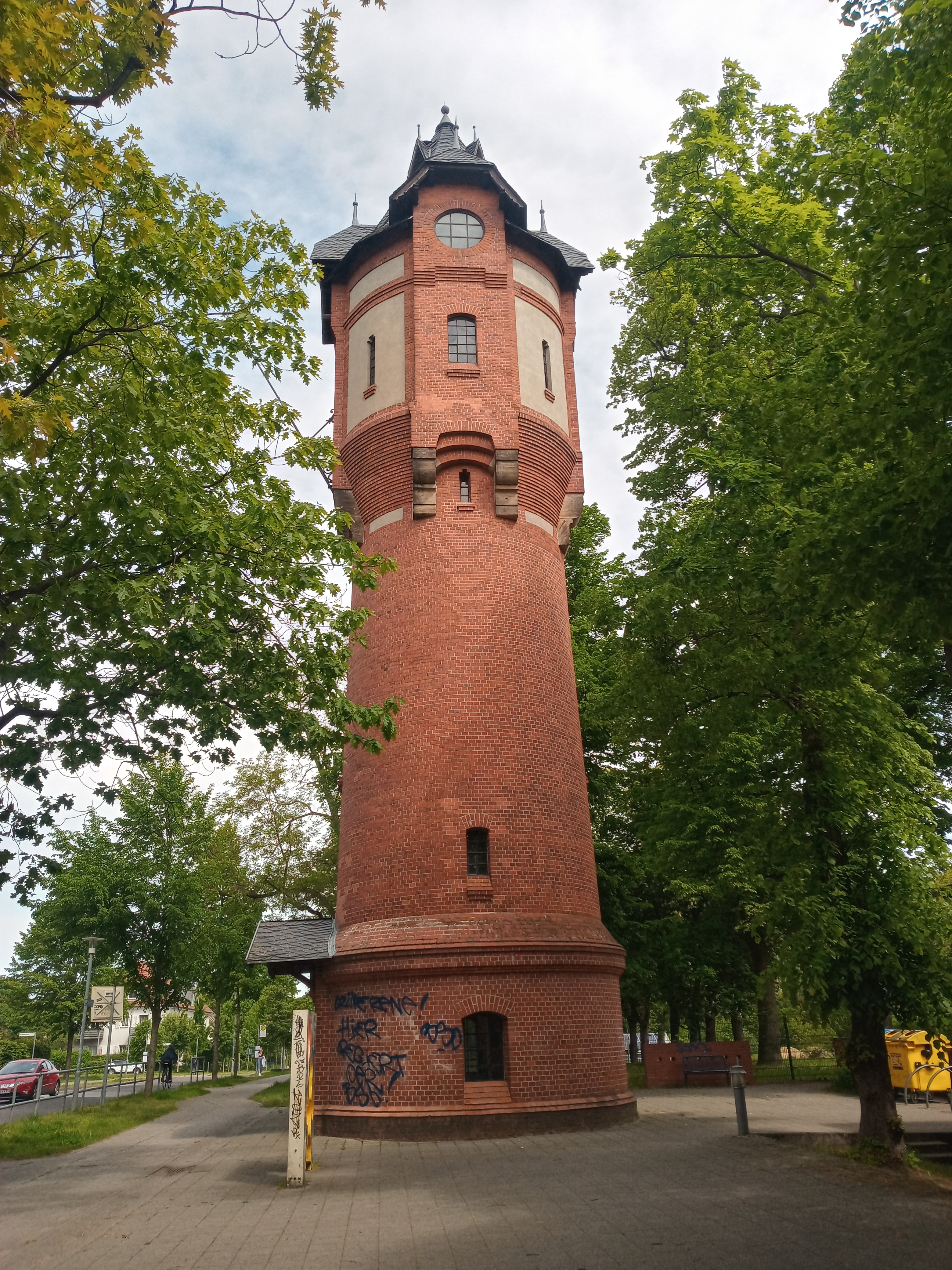
Dallgow-Döberitz, Wasserturm

Der Wasserturm in der Wilhelmstraße der Gemeinde Dallgow-Döberitz im Land Brandenburg ist ein geschütztes Baudenkmal.
Der Turm wurde Ende des 19. Jahrhunderts in Massivbauweise mit Ziegeln, einem runden Schaft und einem polygonalen Obergeschoss erbaut. Eine Tafel am Turm nennt 1895 als Baujahr; die Gemeindeverwaltung hingegen gibt 1898 an.

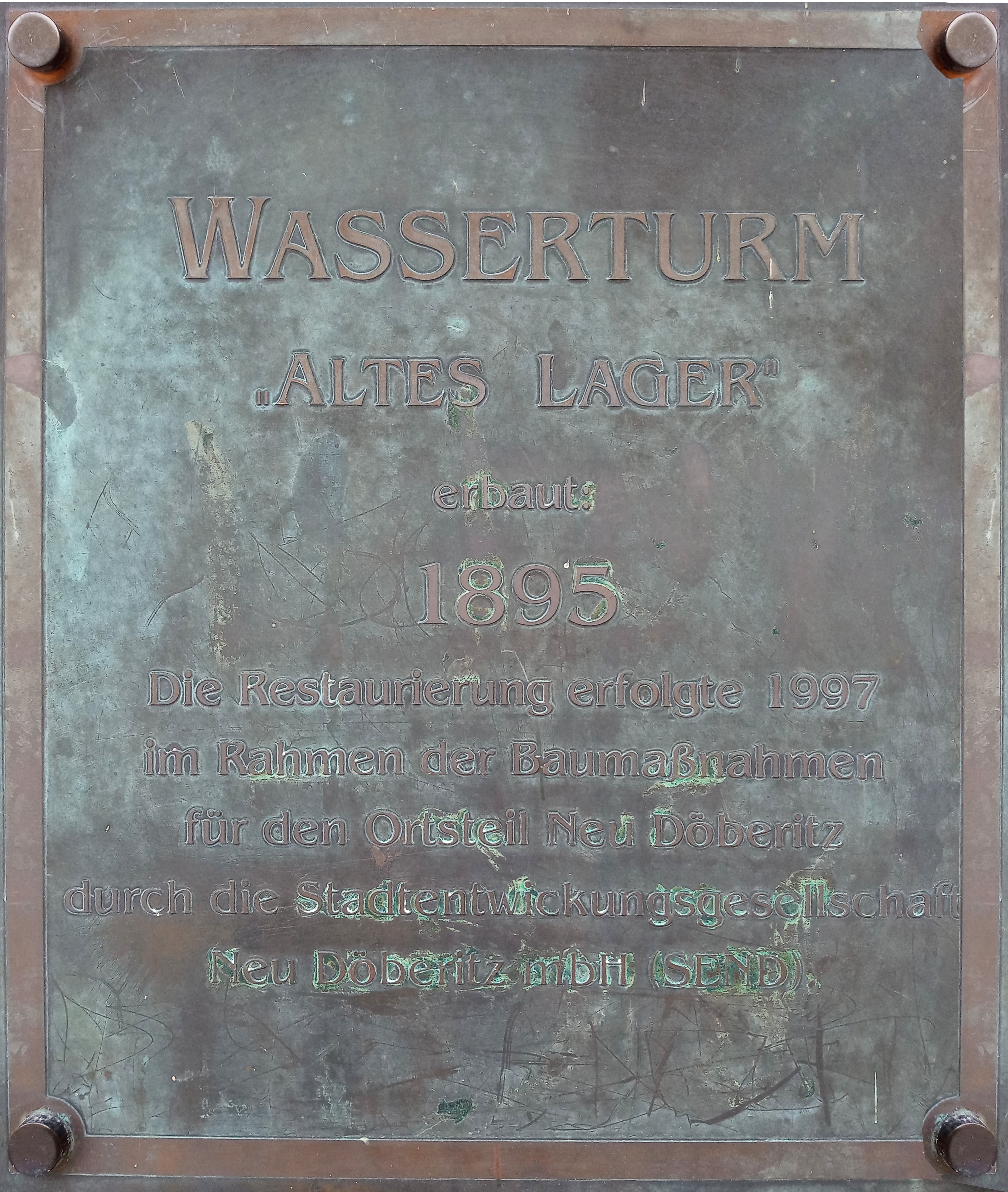
Tafel am Wasserturm

Nach dem Denkmal wurde die örtliche Grundschule „Am Wasserturm“ benannt. Ebenso befindet sich in unmittelbarer Nähe eine nach dem Gebäude benannte Bushaltestelle.
Der Wasserturm wird heute nicht mehr genutzt.